# Ácido 7-hidroxinaftaleno-1,3-dissulfônico
Ácido 7-hidroxinaftaleno-1,3-dissulfônico ou ácido 2-naftol-6,8-dissulfônico é o composto químico orgânico de fórmula C10H8O7S2, massa molecular 304,30. É um dos ácidos de letras, sendo chamado de "ácido G". É classificado com o número CAS 118-32-1 e EINECS 204-245-6. Apresenta densidade  de 1,816 g/cm3. Forma o corante vermelho ácido 73 por acoplamento diazoico com o sal de diazônio derivado do 4-Aminoazobenzeno.